# Evolvulus argyreus
Evolvulus argyreus är en vindeväxtart som beskrevs av Jacques Denys Denis Choisy. Evolvulus argyreus ingår i släktet Evolvulus och familjen vindeväxter. Inga underarter finns listade i Catalogue of Life.